# لا تتنفس (فلم)
لا تتنفس (بالإنجليزية: Don't Breath) هو فيلم رعب أمريكي من إخراج فيدي ألفاريز سنة 2016، وبطولة كل من جين ليفي، ديلان مينيت، و ستيفن لانغ.
قصة الفيلم تدور حول ثلاث أصدقاء يسرقون البيوت إلى أن يدخلوا منزل رجل أعمى ليسرقوه فيحاصرهم الرجل داخل بيته ليبدأ التشويق والإثارة بعد ذلك

## روابط خارجية
- الموقع الرسمي
- لا تتنفس على موقع IMDb (الإنجليزية)
- لا تتنفس على موقع ميتاكريتيك (الإنجليزية)
- لا تتنفس على موقع روتن توميتوز (الإنجليزية)
- لا تتنفس على موقع نتفليكس (الإنجليزية)
- لا تتنفس على موقع قاعدة بيانات الأفلام العربية
- لا تتنفس على موقع ألو سيني (الفرنسية)
- لا تتنفس على موقع Turner Classic Movies (الإنجليزية)
- لا تتنفس على موقع أول موفي (الإنجليزية)
- لا تتنفس على موقع بوكس أوفيس موجو (الإنجليزية)
- لا تتنفس على موقع فيلمافينيتي (الإسبانية)